# Кузнецов, Кирилл Павлович
Кирилл Павлович Кузнецов (1910—1967) — майор Рабоче-крестьянской Красной Армии, участник Великой Отечественной войны, Герой Советского Союза (1944).

## Биография
Кирилл Кузнецов родился 18 августа 1910 года в посёлке Боровской (ныне — Пыщугский район Костромской области). После окончания пяти классов школы и кооперативных курсов работал сначала в сельском хозяйстве, затем был директором Вохомского райпромторга. В 1939 году Кузнецов был призван на службу в Рабоче-крестьянскую Красную Армию. Окончил курсы политсостава и Ленинградское военно-политическое училище.
К ноябрю 1943 года майор Кирилл Кузнецов был заместителем по политчасти командира 1118-го стрелкового полка 333-й стрелковой дивизии 6-й армии 3-го Украинского фронта. Отличился во время битвы за Днепр. В ночь с 25 на 26 ноября 1943 года Кузнецов во главе штурмовой группы первым переправился через Днепр в районе села Каневское Запорожского района Запорожской области Украинской ССР и захватил первую линию немецких траншей. В том бою Кузнецов заменил собой выбывшего из строя командира батальона, лично уничтожил вражеского офицера и взял в плен двух солдат. Несмотря на полученное ранение в ногу, продолжал сражаться до подхода основных сил.
Указом Президиума Верховного Совета СССР от 22 февраля 1944 года за «мужество и героизм, проявленные в боях при форсировании Днепра» майор Кирилл Кузнецов был удостоен высокого звания Героя Советского Союза с вручением ордена Ленина и медали «Золотая Звезда» за номером 3502.
После окончания войны Кузнецов был уволен в запас. Проживал в Москве, работал в Министерстве пищевой промышленности РСФСР. Умер 29 марта 1967 года, похоронен на Введенском кладбище (13 уч.).
Был также награждён орденами Красного Знамени и Красной Звезды, рядом медалей.